# Каменногурський повіт
Каменногурський повіт (пол. powiat kamiennogórski) — один з 26 земських повітів Нижньосілезького воєводства Польщі. Утворений 1 січня 1999 року в результаті адміністративної реформи.

## Загальні дані
Повіт знаходиться у південно-західній частині воєводства. Адміністративний центр — місто Каменна Гура. Станом на 1.01.2008 населення становить 46 004 осіб, площа 395,69 км².

## Демографія
Демографічні дані повіту станом на 30.06.2005:
|       | Всього | Всього | Жінки  | Жінки | Чоловіки | Чоловіки |
| ----- | ------ | ------ | ------ | ----- | -------- | -------- |
|       | осіб   | %      | осіб   | %     | осіб     | %        |
| Повіт | 46 699 | 100    | 24 090 | 51,6  | 22 609   | 48,4     |
| Міста | 28 161 | 100    | 14 795 | 52,5  | 13 366   | 47,5     |
| Села  | 18 538 | 100    | 9295   | 50,1  | 9243     | 49,9     |